# Jesse Sheidlower
Jesse Sheidlower, né le 5 août 1968, est un lexicographe américain. De 1999 à 2005, il a été le rédacteur principal en Amérique du Nord du Oxford English Dictionary.

## Ouvrages
- The F-Word (en)